# Georg Gadner

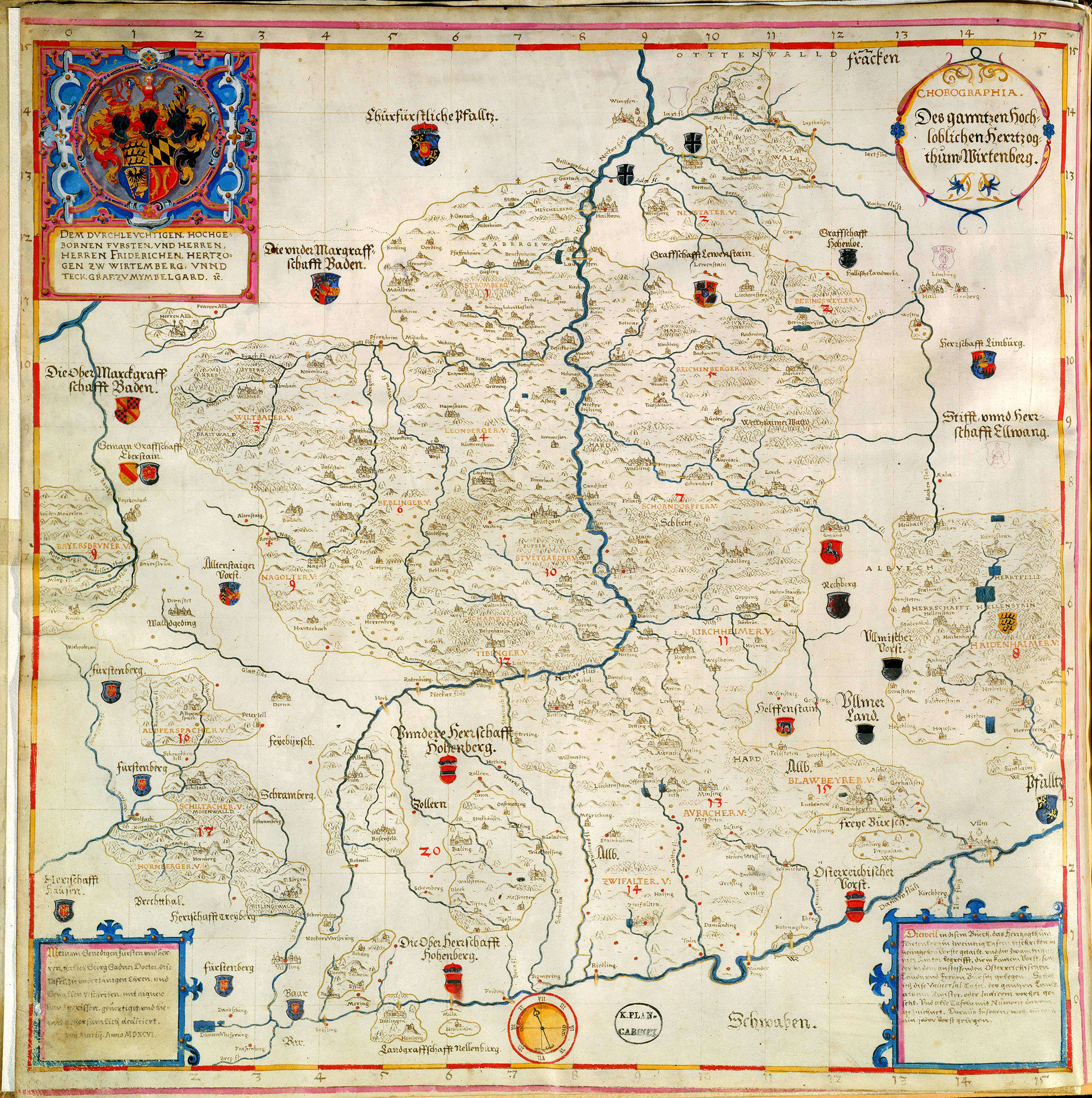
Herzogtum Württemberg 1596, Übersichtskarte zu seinen Forstkarten

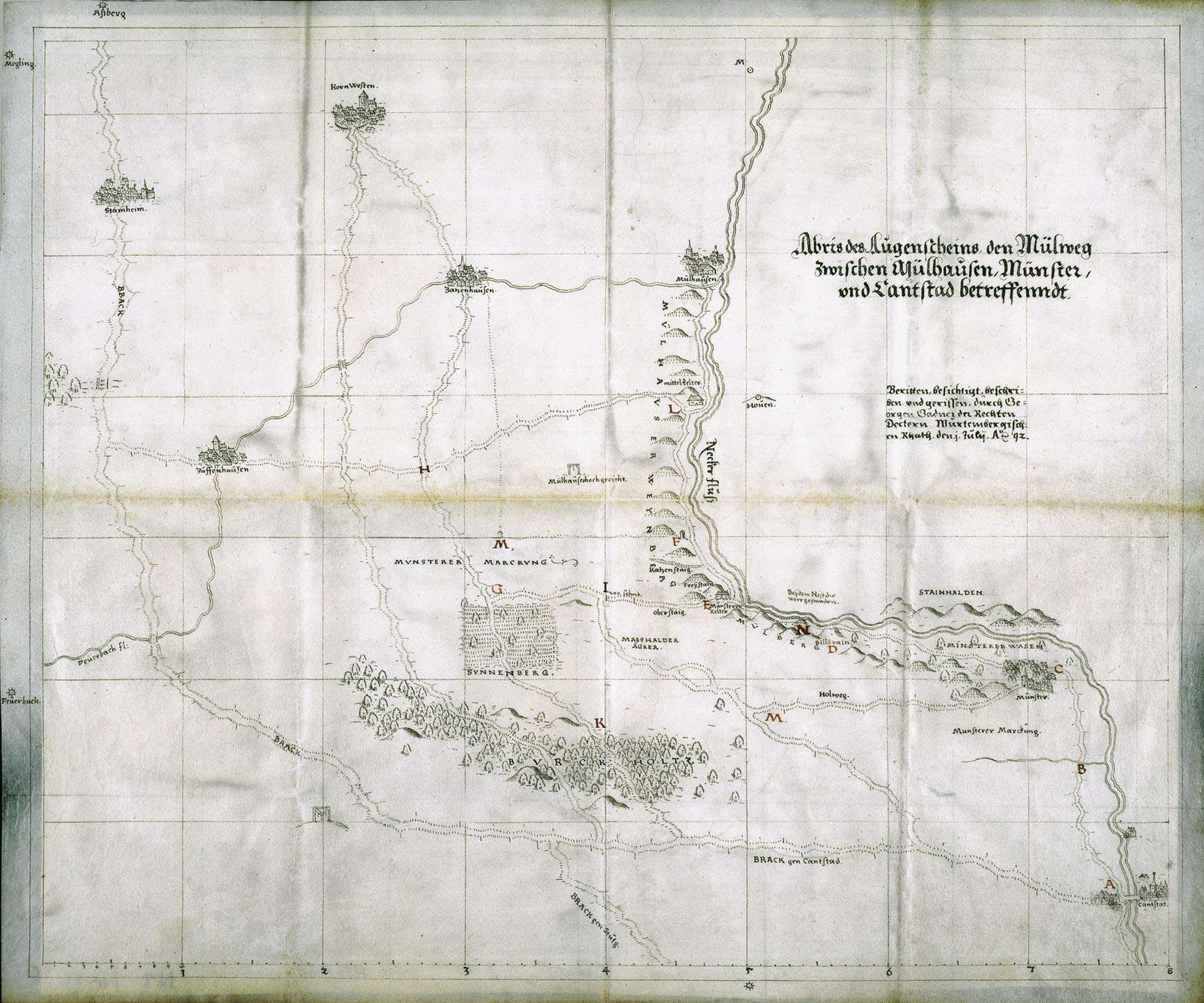
Karte vom „Mülweg“ bei „Cantstad“

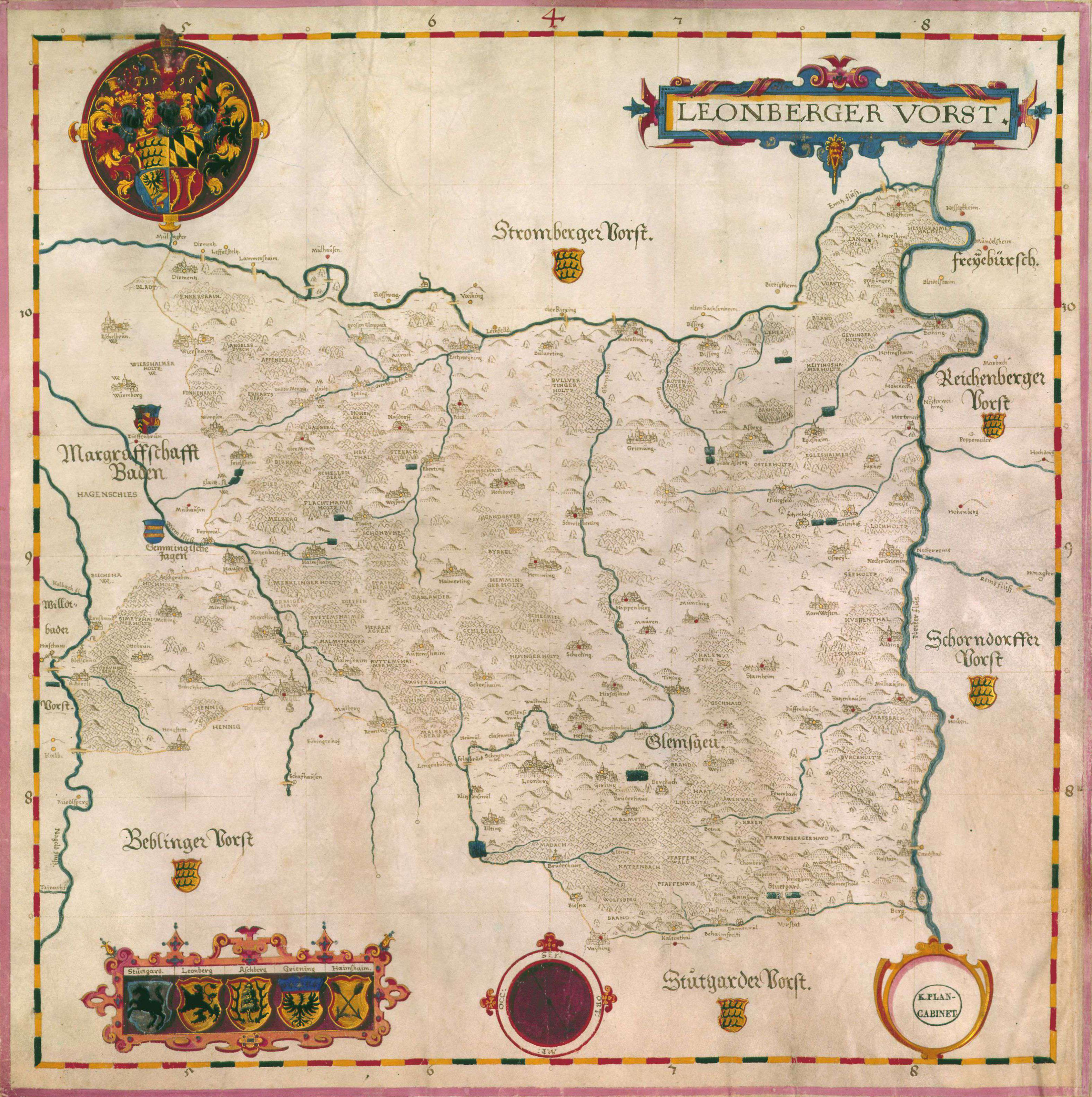
Karte des Leonberger Forstbezirks (1590) mit Wappen der darin gelegenen Städte

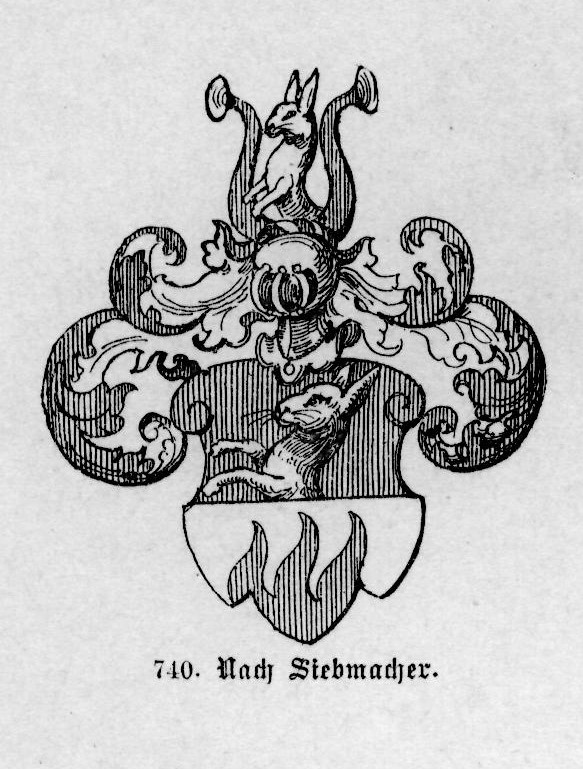
Wappen Georg Gadners von Garneck (aus Otto von Albertis Wappenbuch, Siebmacher)

Georg Gadner (auch Georg Garner, Georg Gardner, Georgius Gadnerus oder nach seiner Nobilitierung Georg Gadner von Garneck; * 1522 in Landshut; † 2. Mai 1605 in Freudental) wurde als Jurist zum Oberrat der württembergischen Verwaltung bestellt, machte sich als Chronist und Geograph einen Namen und wurde als Kartograph zum Pionier der geographischen Landesaufnahme Württembergs. Für seine Verdienste wurde Gadner in den Adelsstand erhoben und 1594 mit der Hälfte der Burg Bromberg belehnt.

## Leben und Wirken
Der Sohn eines Büchsenmachers in Landshut nahm an mehreren Feldzügen teil und studierte Rechtswissenschaft an verschiedenen Universitäten. Darauf arbeitete der promovierte Jurist als Prokurator, Advokat und Rechtsgutachter.
Württembergischer Kartograph
1555 trat Gadner in die Dienste des reformfreudigen Herzogs  Christoph von Württemberg. Ursprünglich als gelehrter Oberrat und Rentkammerprokurator eingestellt, erweiterte sich sein Aufgabengebiet um die Gebiete der Forstverwaltung, des Bergbaus, des Hüttenwesens und der Kartographie.
Vermutlich unter Gadners Regie wurden von Heinrich Schweickher um 1575 die ersten Bezirkskarten der württembergischen „Beamptungen“ erstellt.
Gebietsstreitigkeiten stellten Gadner vor die Aufgabe, die fraglichen Gebiete wie im Umfeld Cannstatts kartographisch zu erfassen (siehe Karte). Seine Ergebnisse zeichnete er auf „Tafeln“, die er laufend verbesserte und ergänzte.
Gadnersche Forstkarten
Schließlich wurde er um 1587 von Herzog Ludwig von Württemberg beauftragt, die württembergischen Forstbezirke zu kartieren. Die Gadnerschen Forstkarten dienten zudem der Ausschmückung des neuen Stuttgarter Lusthauses. 1596 erstellte Gadner mit seinen Forstbezirkskarten einen Atlas auf 20 Pergamenten, den Chorographia Ducatus Wirtembergici inklusive einer Karte des gesamten Herzogtums Württemberg.
Diese Karten im Maßstab von ungefähr 1:80.000 wurden zwischen 1609 und 1612 vom Renovator Johannes Oettinger noch um fünf weitere Blätter im gleichen Stil ergänzt.
Im Unterschied zu vielen zeitgenössischen und zu den rund 100 Jahre später erstellten Kieserschen Forstkarten waren Gadners Karten nicht gesüdet, sondern nach Norden ausgerichtet.

## Rezeption
Unschätzbaren Wert für die Landesgeschichte Württembergs hat dieses Werk vor allem dadurch, dass es das Land vor seinen Zerstörungen durch den Dreißigjährigen Krieg zeigt. Damit lässt sich in Kombination mit den Ämterkarten Heinrich Schweickhers die Wüstung etlicher Siedlungen chronologisch verifizieren.